# Adolf Tesař
Adolf Tesař (29. dubna 1885 Stínava – 16. června 1942 Brno) byl český vlastenecký kněz a farář Římskokatolické farnosti v Ivančicích.

## Život
Narodil se jako syn hostinského. Na jeho duchovní rozvoj měl vliv stínavský kněz Antonín Jelínek. Vystudoval Olomoucké slovanské gymnázium a poté nastoupil na Bohosloveckou fakultu v Brně. V roce 1919 se usadil v Ivančicích.

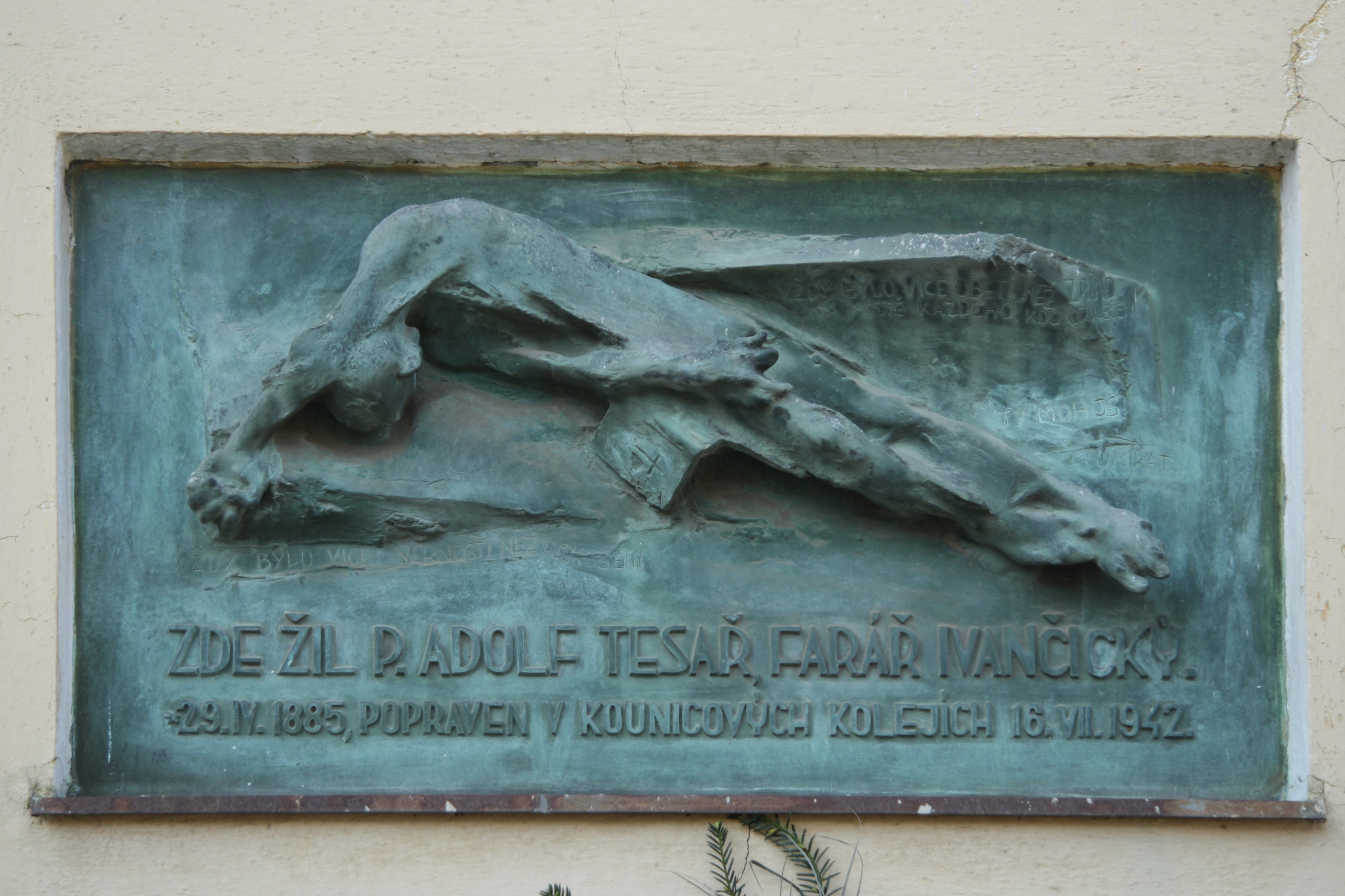
Pamětní deska na domě Adolfa Tesaře, Ivančice.

Během německé okupace se zapojil do domácího odboje, který podporoval finančně, potravinami a vystavováním falešných křestních listů pro další účastníky odboje a pro židy utečené z Rakouska do ivančického internačního tábora. Spolupracoval s o rok starším Emilem Šindelkou, sokolem, učitelem a koordinátorem odbojových akcí Petičního výboru Věrni zůstaneme na JZ Moravě.
Pro Emila Šindelku si Gestapo přišlo 15. října 1941, Šindelkovi se však podařilo uniknout k Tesařovi, který mu spolu s Josefem Sekerkou vystavil falešné doklady na jméno Antonín Šufejsl. Šindelka odcestoval do Říčan. Byl však odhalen a spolu s manželkou a třemi syny zatčen 29. října 1941. Emil Šindelka byl popraven 14. května 1942 v Kounicových kolejích v Brně. Během své obhajoby se hrdě hlásil k odboji a neprojevoval lítost. Jeho manželka a synové válku přežili.
V rukou Gestapa skončil kromě dalších spolupracovníků Šindelky také Adolf Tesař. I on byl převezen do brněnské věznice, kde dával spoluvězňům kázání. Spolu s ním byl vězněn v provizorní věznici v ulici Pod kaštany i tehdy 15letý Karel Hledík, který v roce 2003 podal o věznění svědectví.
Adolf Tesař byl zavražděn 16. června 1942 spolu dalšími 13 muži během nejkrutějšího času druhého stanného práva na popravišti v Kounicových kolejích.